# Miltochrista sanguinea
Miltochrista sanguinea är en fjärilsart som beskrevs av Moore 1877. Miltochrista sanguinea ingår i släktet Miltochrista och familjen björnspinnare. Inga underarter finns listade i Catalogue of Life.